# A hivatalra pályázók kézikönyve
A hivatalra pályázók kézikönyve (eredeti, latin címe: Commentariolum petitionis) – bár szerzőségét többen megkérdőjelezték – Quintus Tullius Cicero műve, amit Kr. e. 64 folyamán írt a következő év egyik consuli magistraturájára jelentkező bátyja, a híres szónok, Marcus Tullius Cicero számára.

## Keletkezési körülmények
Az ekkor már szónoklataival híressé vált Cicero számára elsősorban az jelentett nehézséget a Római Köztársaság legfontosabb rangjának megszerzésében, hogy homo novus volt, azaz családjából eddig senki nem viselt fontosabb hivatalt. Cicero ellenfelei meglehetősen rossz hírű, veszélyes politikusok voltak: Caius Antonius Hybrida, aki végül a kollégája lett, és Lucius Sergius Catilina, aki már korábban sem riadt vissza az államellenes összeesküvéstől.
Öccse ismerte Cicero fölényes felkészültségét, kiváló szónoki tehetségét, így elsősorban rendszerezett gyakorlati tanácsokat kívánt a rendelkezésére bocsátani. Hogy ő később mennyire használta fel a könyvecskében foglalt tanácsokat, nem tudni, mindazonáltal sikerült elérnie, hogy megválasszák.

## Szerkezet és tartalom
A Commentariolum egyetlen könyve 58 caputból áll. A szerző egy rövid bevezető után ír a homo novus különleges helyzetéről, a két züllött ellenfélről és támadható pontjaikról, majd a consuli hivatal megszerzéséhez létfontosságú támogató- és barátszerzésről, a nép jóindulatának megnyeréséről és Róma városának speciális viszonyaihoz való alkalmazkodásról. Végezetül Quintus megkéri bátyját, hogy stiláris javításokkal és tartalmi javaslatokkal ellátva küldje vissza a feljegyzéseket, hogy a Commentariolum minden politikus számára hasznos könyvecskévé váljon.
Quintus tanácsainak zöme a mai kampányok során is kiválóan alkalmazható. A tisztességes és tisztességtelen határmezsgyéjén mozgó javaslatok örök érvényűek, és már-már Machiavelli gondolataihoz hasonlíthatóak. Megtudhatjuk, miképp kell kisebb-nagyobb szívességekkel lekötelezni a szavazókat, hogyan kell barátságot színlelni, bőkezűnek mutatkozni, megszervezni a kampányfeladatokat, kiknek a társaságába kell beférkőzni, kikből kell összeválogatni a kíséretet, miféle hazug ígéreteket kell tenni stb. Kiemelten fontos szerepet játszik Cicero erkölcsi fölénye, bűntelensége a züllött, megvesztegetésekhez és más csalásokhoz folyamodó ellenfelekkel szemben.

## Magyarul
- Hogyan nyerjük meg a választásokat? A hivatalra pályázók kézikönyve; ford., jegyz., előszó, utószó Nótári Tamás, szerk., tan. Németh György; Lectum, Szeged, 2006
- Hogyan nyerjük meg a választásokat? A hivatalra pályázók kis kézikönyve; ford., jegyz., előszó, utószó Nótári Tamás, szerk., tan. Németh György; Lectum, Szeged, 2014